# 엘리사잎가락도마뱀붙이
엘리사잎가락도마뱀붙이(Asaccus elisae)는 엘리사 리프토 게코(Elisa's leaf-toed gecko), 베르너 리프토 게코(Werner's leaf-toed gecko)라 불리며, 잎가락도마뱀붙이과에 속한 도마뱀붙이류의 일종이다.

## 어원
종명 elisae (여성형, 속격 단수)는 여자 이름 엘리사를 딴 것인데, 원래의 서술에서는 누군가를 기린 것인지 특정하지 않았다. 아마도 프란츠 베르너의 아내나 딸일 것이다.

## 분포
엘리사잎가락은 터키 남부, 아나톨리아 남동부의 유프라테스 강 계곡의 몇 군데에서 시리아 동부의 아부카말과 알살히예(:en:Al Salhiyeh)에 이르는 곳에서 발견된다. 분포 범위의 북동쪽 경계는 이라크의 동부와 북부, 이란 서부다.

## 서식
엘리사잎가락은 해발고도 150 to 1,000 m (490 to 3,280 ft) 에 이르는 곳에 서식한다. 초목이 거의 없고 바위가 널린 서식지를 선호한다. 동굴에서도 발견되었으며, 이란과 이라크의 오래된 건물이나 주택 따위의 폐허에서도 발견된다.

## 참고 문헌
Werner F (1895). "Ueber eine Sammlung von Reptilien aus Persien, Mesopotamien und Arabien ". Verhandlungen der kaiserlich-königlichen zoologisch-botanischen Gesellschaft in Wien 45: 13-20. (Phyllodactylus elisae, new species, p. 14 + Plate III, figures 1, 1a-1d). (in German).